# Ögussa
Die ÖGUSSA (Österreichische Gold- und Silber-Scheideanstalt) ist ein österreichisches Metallscheideunternehmen mit den Schwerpunkten Schmuck, Edel- und technische Metalle. Das Unternehmen mit Sitz in Wien wurde im Ursprung 1862 gegründet und hat heute noch Filialen in Wien, Linz, Salzburg, Innsbruck, Graz. Klagenfurt und Dornbirn, alle, außer Dornbirn, gegründet im Zeitraum 1927 bis 1932, sowie heute noch eine Auslandsvertretung in Prag. 

## Entwicklung

### Markowitsch & Scheid
Im Ursprung trug das Unternehmen den Namen Markowitsch & Scheid (M&S), benannt nach den beiden Gründern. Georg Adam Scheid kam 1858 von Württemberg nach Wien, wo er in die Werkstatt des Silberwarenerzeugers und Juweliers sowie seines späteren Schwiegervaters Michael Markowitsch eintrat, deren Teilhaber er mit Gründung der gemeinsamen OHG 1862 wurde. Markowitsch & Scheid wurde nach dem späteren Austritt Scheids unter selbem Namen von Adolf Markowitsch, dem Sohn von Michael Markowitsch, fortgeführt und behielt den Namen bis zur Firmenauflösung 1898.

### Schmuckfabrik Georg Adam Scheid und Georg Adam Scheid’sche Affinerie
1882 trat Scheid aus dem gemeinsamen Betrieb mit mittlerweile rund 300 Mitarbeitern aus und gründete die ebenfalls in Wien ansässige Schmuckfabrik Georg Adam Scheid, die ihre Produkte auch in Deutschland, Frankreich, Italien, Belgien, Spanien und dem Vereinigten Königreich erfolgreich absetzen konnte. Die 1884 ebenfalls von Scheid gegründete Edelmetallscheideanstalt mit dem Namen Georg Adam Scheid’sche Affinerie war bald ein Begriff unter Goldschmieden. Aufgrund der Nachfrage im In- und Ausland entstanden Filialen in Budapest (1891–1945), Amstetten (1908–1926; verkauft) Prag (1920–1945) und Bukarest (1923–1945), sowie die heute noch in Österreich existenten Zweigstellen.
1894 traten Scheids Söhne Arthur (1870–1897) und Robert (1872–1950) sowie sein Neffe Georg (1850–1937) als Gesellschafter in die Geschäftsleitungen ein. 1911 ging Georg Adam Scheid in den Ruhestand und Robert und Georg Scheid, später dann Robert und sein jüngerer Bruder Ludwig Scheid (1886–1960) übernahmen die Geschäftsleitungen. Der eingebrochene Überseemarkt für den Schmucksektor und die schlechte Konjunkturlage nach Ende des Zweiten Weltkriegs führten zur Liquidation der Schmuckfabrik, die Affinerie bestand bis 1962 in der ursprünglichen Form fort.

### ÖGUSSA
1962 fusionierte die Affinerie mit der Firma von Louis Rössler (1850–1910), an der schon seit 1923 die Degussa AG Kommanditist war, die wiederum seit 1960 zur Hälfte den Österreichischen Chemischen Werken Ges.m.b.H. (seit 1993 Degussa Austria GmbH und seit 2000 Degussa-Hüls CEE) gehörte, und trug fortan den Namen Ögussa (Österreichische Gold- und Silberscheideanstalt Scheid & Rössler), damals noch in Form einer Ges.m.b.H. & Co KG geführt. Im Zeitraum von 1988 bis 1990 übernahm die Degussa Austria die Ögussa durch stufenweisen Kauf der restlichen Anteile von Privatgesellschaftern vollständig, 1999 fusionierte die Ögussa komplett zur Degussa Austria GmbH. Heute ist das Unternehmen ein Tochterbetrieb der AGOSI/Umicore.

## Standorte
- 1060 Wien, Gumpendorfer Straße 85
- 1230 Wien, Liesing-Flur-Gasse 4
- Linz, Hessenplatz 7
- Salzburg, Schwarzstraße 11
- Innsbruck, Leopoldstraße 42
- Graz, Hans Sachs-Gasse 12
- Klagenfurt, Villacher Straße 1b
- Dornbirn, Marktstraße 16A
- Prag, Soukenická ul. 12